# بنت من شاتيلا (رواية)
بنت من شاتيلا (رواية) للكاتب والصحفي الفلسطيني أكرم مسلم. صدرت الرواية لأول مرة عام 2019 عن الدار الأهلية للنشر والتوزيع في عمان، وتقع من 160 صفحة. تتنناول الرواية مجزرة صبرا وشاتيلا في لبنان، ومعاناة اللاجئين الفلسطينين، وتعكس فكرة الذاكرة والهوية والانتماء.

## زمن ومكان الرواية
تدور أحداث الرواية في أزمنة مختلفة وترتبط كلها بمجزرة شاتيلا التي جرت عام 1982 في بيروت، مخيم شاتيلا، والوقت الحاضر الذي تدور فيه أحداث الشخصيات في مدينة هامبورغ الألمانية، وفلسطين التي يظهر فيها ذكريات الأب الفدائي وحياة الشخصيات المرتبطة بالكفاح والنضال.

## حول الرواية
تستعرض الرواية فكرة كون المدنيين الضحايا الأكبر في الحروب والمجازر، وأن الحروب جريمة ضد الإنسانية، وكيف تكون المجتمعات أسرى لهذه الحروب والمجازر، منفي قصة شاب مثقف يدرس في جامعة بيرزيت يشارك في برنامج تبادل أكاديمي إلى هامبورغ، واستخدم أكرم أسلوبًا غير تقليدي، حيث تدخل بنفسه لنقل الأفكار، مما قد يُعد نقصًا في بناء الشخصيات، لكنه في الوقت نفسه خدم النص في تقديم الأفكار بطريقة واضحة ومباشرة، بالأسلوب الروائي ما بعد الكولونيالية، الذي يوسع فيه آفاق السرد وينظر للقصة من زاوية نقدية، يظهر في القصة شخصيات أخرى كالعجوز الألمانية التي تموت بعد أن تلتقي بالشاب، وحورية إليستا شابة فلسطينية تدرس الإعلام وتعمل ضمن فرقة مسرحية، وهي الناجية الوحيدة من عائلتها في مجزرة صبرا وشاتيلا والتي تصبح حديث للصحافة والكاميرات دون غيرها من الناجيين، وتظهر شخصية والد اليستا الفدائي الذي يحمل صفات مثالية ثم يبدأ الكاتب بالعودة لماضي هذه الشخصيات ليبرز الخطايا التي أقدموا على فعلها في الماضي ليتضح أن الأب خان أمانة زميله، التي نتج عنها ابن غير شرعي يدعى محسن، ثم تنشأ قصة حب مأساوية بين حورية ومحسنن، وبهذا يضفي الكاتب بعد تراجيدي مأساوي للرواية يظهر فيه الخيانة والشهوات والقوة الوحشية التي تجرد البشر من إنسانيتهم، وكيف ترتبط هذه الأحداث في مجزرة صبرا وشاتيلا وتأثيرها على الضحايا.

## الأسلوب الأدبي
يتنقل الكاتب بين الماضي والحاضر مما يكون أسلوب سردي متعدد الطبقات، ويدمج بين البساطة والتعقيد في لغة حية، وبين الواقعية والرمزية، ويستخدم أسلوب الغائب في السرد مما يمنحه سيطرة على الشخصيات، وتتقسم الرواية في فصول قصيرة ووقفات مسرحية تمكن القارئ من التأمل والتفكير في الشخصيات وهذا ما يشكّل التخيل الذاتي للرواية.